# Hirta

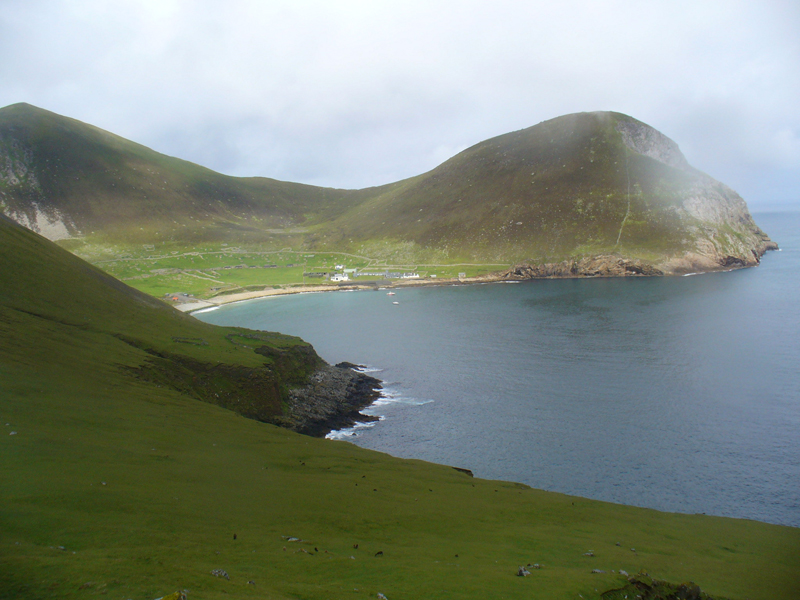
Hirta från Mistress Stone.

Hirta (skotsk gaeliska: Hiort) är den största ön i St Kildas arkipelag, 66 kilometer väster om Yttre Hebriderna i Skottland. Bara ön Rockall är längre bort ifrån det skotska fastlandet. Hela gruppen (8,55 km²) ägs av National Trust for Scotland och är ett av Skottlands fem världsarv (de andra är Edinburgh, New Lanark, Maeshowe och Skara Brae).

## Geografi
Ön mäter 3,4 kilometer från väst till öst till och 3,3 kilometer från norr till söder. Den har en yta på 6,285 kvadratkilometer och har ungefär 15 kilometer kust. Den enda verkliga angöringsplatsen är i skydd av byns bukt på sydöstra delen av ön. Ön sluttar också ned mot havet vid Glen Bay, på den nordvästra kusten, men där går klipporna ut i havet i en skarp vinkel som effektivt försvårar angöring.
Bortsett från dessa två platser, stiger klipporna brant från vattenlinjen. Däremot kan kajaker angöra vid en liten stenig strand på den norra delen av ön, strax före nordöstra sidan där den högsta toppen på ön Conachair bildar ett stup som är 430 meter högt. St Kilda är antagligen kärnan i en tertiär vulkan, men förutom vulkaniska bergarter finns det också kullar av sandsten där skiktningen är tydlig.
De högsta punkterna på ön är, förutom Conachair, Oiseval (290 m ö.h), Mullach Mòr (361 m ö.h.), Ruival (137 m ö.h) och Mullach Bi (358 m ö.h.).
Hirta är skilt från ön Dùn genom ett grunt sund som är cirka 50 meter brett. Detta är normalt oframkomlig men har rykte om att torka ut vid sällsynta tillfällen.

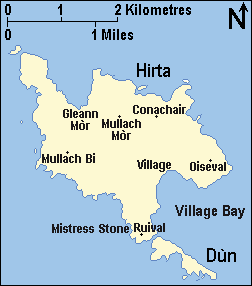

## Befolkning
Ögruppen har varit oavbrutet befolkad sedan förhistorisk tid, intill att den ursprungliga lokalbefolkningen evakuerades år 1930, på grund av sjukdom och yttre påverkan.
St Kilda var en del av Lordship of the Isles från 1498 fram till 1930 ägda av MacLeods of Dunvegan. Det har funnits tre kapell på St Kilda, tillägnade St Brendan, St Columba och Christ Church, men bara lite finns kvar av dem. Det finns också rester av ett bikupehus, som är känt som "Amazon's House".
Öborna hade ett tufft liv och närde sig bland annat genom att utnyttja de tusentals sjöfåglar som lever på öarna. Det finns ett stort antal "cleits", hyddor används för lagring av torkade sjöfåglar, fisk, hö och torv. Öborna hade ett demokratiskt system och beslut fattades av ett öråd, som bestod av allt manfolk. Den nuvarande byn anlades på 1830-talet ovan byn Bay, men på 1880-talet lämnade en del av befolkningen byn och emigrerade till Australien. De återstående invånarna evakuerades slutligen på 1930-talet på grund av umbäranden och stormar som hade skurit av öarna i veckor.
Ön skänktes till The National Trust for Scotland 1957 och utsågs till Skottlands första världsarv 1987. Det är möjligt att besöka ön. Försvarsministeriet etablerade en bas på Hirta för spårning av missiler som avfyrats från stationen på South Uist.

## Raukar
Hirta is omgivet av ett antal av mindre stacks (raukar). Bradastac, Mina Stac och Sgeir Domhnuill är belägna under the cliffs of Conachair på östsidan och Sgeir nan Sgarbh mer söderut vid Osieval. An Torc finns väster om Ruabhal och Sgeir Mhòr ligger mer norrut vid Mullach Bi.
Det finns också större klippformationer i varierande storlek mellan Hirta och ön Soay i nordväst - Stac Dona, Stac Soay och Stac Biorach.

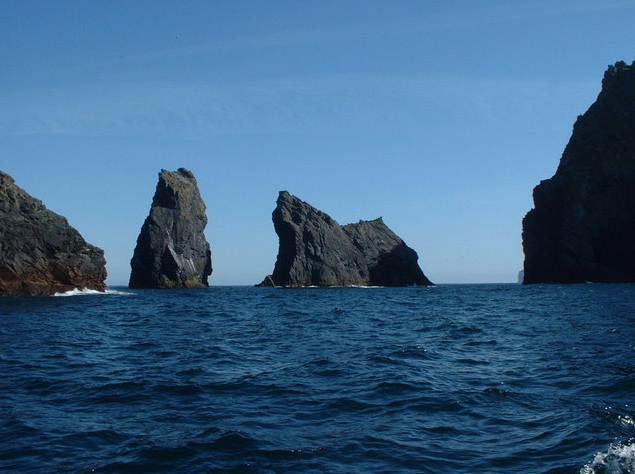
Stac Biorach (till vänster) och Stac Soay
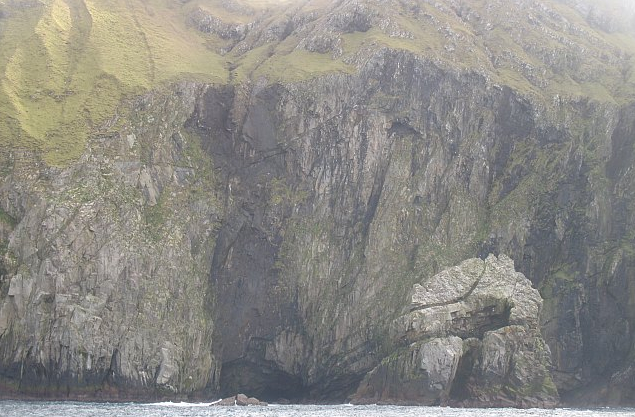
Bradastac
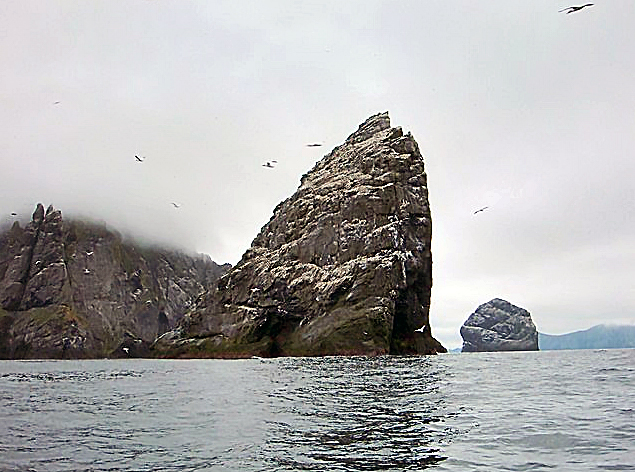
Stac an Armin och Boreray
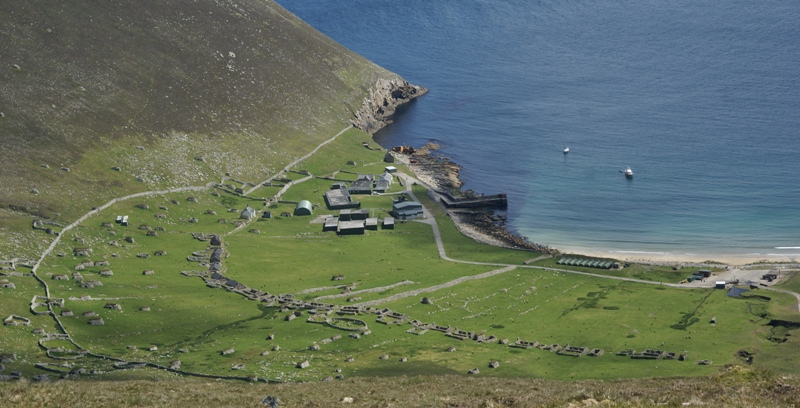
Vy över byn med bukten